# Darke County
Darke County ist ein County im Bundesstaat Ohio der Vereinigten Staaten. Der Verwaltungssitz (County Seat) ist Greenville.

## Geographie
Das County liegt im äußersten Westen von Ohio, grenzt an Indiana und hat eine Fläche von 1555 Quadratkilometern, wovon ein Quadratkilometer Wasserfläche ist. Es grenzt im Uhrzeigersinn an folgende Countys: Mercer County, Shelby County, Miami County, Montgomery County, Preble County, Wayne County (Indiana), Randolph County (Indiana) und Jay County (Indiana).

## Geschichte
Darke County wurde am 3. Januar 1809 aus Teilen des Miami County gebildet. Benannt wurde es nach William Darke, einem Offizier der Kontinentalarmee im Amerikanischen Unabhängigkeitskrieg.
25 Bauwerke und Stätten des Countys sind im National Register of Historic Places eingetragen (Stand 13. April 2018).

## Demografische Daten

Alterspyramide des Darke County

Nach der Volkszählung im Jahr 2000 lebten im Darke County 53.309 Menschen in 20.419 Haushalten und 14.905 Familien. Die Bevölkerungsdichte betrug 34 Einwohner pro Quadratkilometer. Ethnisch betrachtet setzte sich die Bevölkerung zusammen aus 98,09 Prozent Weißen, 0,39 Prozent Afroamerikanern, 0,17 Prozent amerikanischen Ureinwohnern, 0,25 Prozent Asiaten, 0,02 Prozent Bewohnern aus dem pazifischen Inselraum und 0,34 Prozent aus anderen ethnischen Gruppen; 0,74 Prozent stammten von zwei oder mehr Ethnien ab. 0,86 Prozent der Bevölkerung waren spanischer oder lateinamerikanischer Abstammung.
Von den 20.419 Haushalten hatten 33,3 Prozent Kinder und Jugendliche unter 18 Jahre, die bei ihnen lebten. 61,0 Prozent waren verheiratete, zusammenlebende Paare, 8,0 Prozent waren allein erziehende Mütter, 27,0 Prozent waren keine Familien, 23,5 Prozent waren Singlehaushalte und in 11,0 Prozent lebten Menschen im Alter von 65 Jahren oder darüber. Die Durchschnittshaushaltsgröße betrug 2,56 und die durchschnittliche Familiengröße lag bei 3,03 Personen.
Auf das gesamte County bezogen setzte sich die Bevölkerung zusammen aus 26,3 Prozent Einwohnern unter 18 Jahren, 7,8 Prozent zwischen 18 und 24 Jahren, 27,5 Prozent zwischen 25 und 44 Jahren, 23,2 Prozent zwischen 45 und 64 Jahren und 15,3 Prozent waren 65 Jahre alt oder darüber. Das Durchschnittsalter betrug 37 Jahre. Auf 100 weibliche Personen kamen 96,1 männliche Personen. Auf 100 Frauen im Alter von 18 Jahren oder darüber kamen statistisch 93,3 Männer.
Das jährliche Durchschnittseinkommen eines Haushalts betrug 39.307 USD, das Durchschnittseinkommen der Familien betrug 45.735 USD. Männer hatten ein Durchschnittseinkommen von 32.933 USD, Frauen 23.339 USD. Das Prokopfeinkommen betrug 18.670 USD. 6,0 Prozent der Familien und 8,0 Prozent der Bevölkerung lebten unterhalb der Armutsgrenze. Davon waren 10,1 Prozent Kinder oder Jugendliche unter 18 Jahre und 9,2 Prozent waren Menschen über 65 Jahre.

## Townships
| - Adams Township - Allen Township - Brown Township - Butler Township - Franklin Township - Greenville Township - Harrison Township | - Jackson Township - Liberty Township - Mississinawa Township - Monroe Township - Neave Township - Patterson Township - Richland Township | - Twin Township - Van Buren Township - Wabash Township - Washington Township - Wayne Township - York Township |